# Doina, Cahul
Doina (în germană Eichendorf) este un sat în raionul Cahul, Republica Moldova, reședința comunei cu același nume. Satul a fost fondat în 1908 de germanii basarabeni.

## Demografie
Structură etnică
     moldoveni (55,76%)
     ucraineni (20,89%)
     ruși (4,61%)
     găgăuzi (3,95%)
     bulgari (13,57%)
     români (0,16%)
     evrei (0%)
     polonezi (0%)
     țigani (0%)
     alte etnii / nedeclarată (1,06%)
Conform datelor recensământului din 2004, populația localității este de 1.216 locuitori, dintre care 610 (50,16%) bărbați și 606 (49,84%) femei. Structura etnică a populației în cadrul localității arată astfel:
- moldoveni — 678;
- ucraineni — 254;
- ruși — 56;
- găgăuzi — 48;
- bulgari — 165;
- români — 2;
- altele / nedeclarată — 13.

## Galerie de imagini

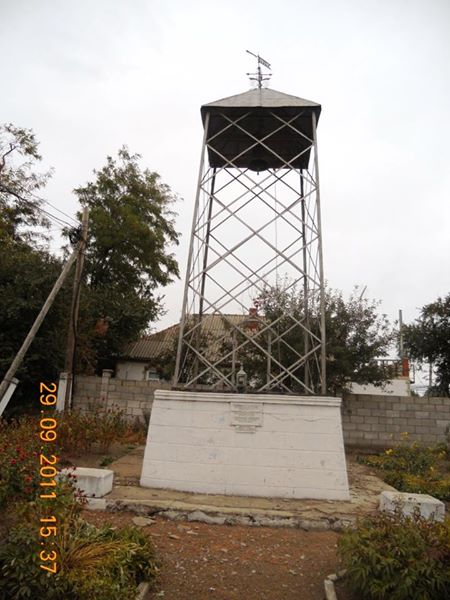
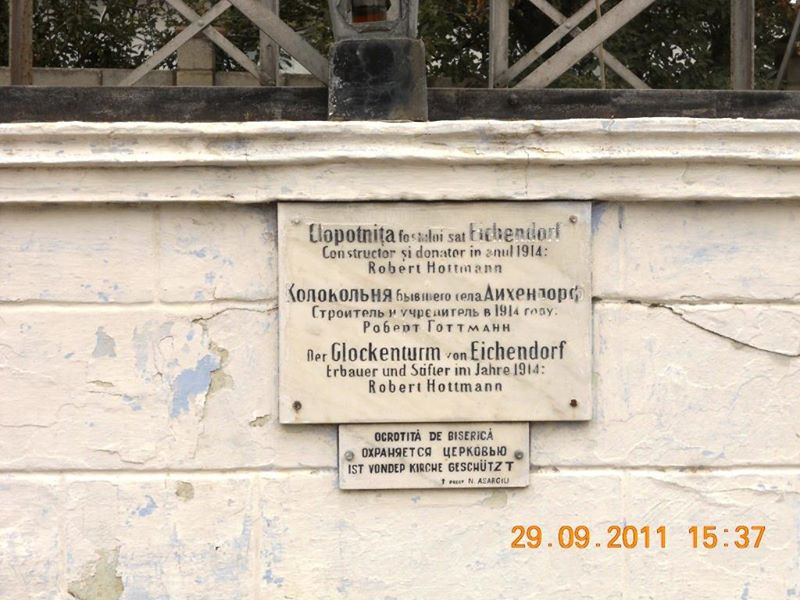

Clopotnița coloniștilor germani din Doina, monument arhitectural de importanță națională.